# Welcome to the Real World
Welcome to the Real World es el álbum debut de estudio de la banda australiana Sick Puppies. Fue publicado el 3 de septiembre de 2001. El álbum fue lanzado sólo en Australia el 3 de septiembre de 2001 en un CD mejorado con el "cada día" video musical presentado como un "componente de multimedia '. 3.000 copias del disco que fueron presionados se vendieron sólo en Australia, por lo que es muy valiosa - y sólo está disponible - en el mercado de segunda mano. El álbum fue lanzado con el sencillo todos los días en algunos prensados.

## Lista de canciones
Todas las canciones escritas y compuestas por Shimon Moore, Emma Anzai and Chris Mileski. 
| N.º | Título                                                                            | Duración |  |
| 1.  | «Welcome to the Real World»                                                       | 2:44     |  |
| 2.  | «Rock Kids»                                                                       | 4:12     |  |
| 3.  | «Duck Bite»                                                                       | 3:45     |  |
| 4.  | «Every Day»                                                                       | 5:18     |  |
| 5.  | «Time Will Pass»                                                                  | 4:06     |  |
| 6.  | «Nothing Really Matters»                                                          | 4:39     |  |
| 7.  | «Open the Door»                                                                   | 3:06     |  |
| 8.  | «Holding Out»                                                                     | 3:58     |  |
| 9.  | «Something Different»                                                             | 3:48     |  |
| 10. | «Do You Know»                                                                     | 3:24     |  |
| 11. | «Me Much Plenty»                                                                  | 3:01     |  |
| 12. | «The Way»                                                                         | 3:58     |  |
| 13. | «Rock Kids» (Radio edit)                                                          | 7:13     |  |
| 14. | «Spanky & Speedy» (pista oculta, comienza a las 5:47 de "Rock Kids" (Radio edit)) | 1:24     |  |

Bonus Tracks
| Bonus Every Day single disc |                                                           |          |  |
| N.º                         | Título                                                    | Duración |  |
| 1.                          | «Every Day» (single version)                              | 3:09     |  |
| 2.                          | «Every Day» (album version)                               | 5:18     |  |
| 3.                          | «Nothing Really Matters» (intro to Open the Door cut out) | 4:37     |  |

## Personal
- Shim Moore - voz principal, guitarra
- Emma Anzai - Bajo eléctrico, coros
- Chris Mileski - batería
- Harry Sach - guitarra
- Jack Knauf - chelo, caso tambor